# Magos, Espadas y Rosas
Magos, Espadas y Rosas é o segundo álbum de estúdio da banda de rock argentina Rata Blanca. É o primeiro álbum gravado com Adrián Barilari nos vocais.
O disco consagrou a banda, e foi o maior sucesso da história do heavy metal argentino, com 5 milhões de cópias vendidas no mundo todo. Algumas músicas apresentam temáticas místicas, típicas do power metal, como a faixa "La Leyenda Del Hada y El Mago". A faixa "Mujer Amante", escrita por Barilari e Walter Giardino, abriu as portas para o reconhecimento do Rata Blanca e é, até hoje, o maior sucesso da banda.

## Lista de faixas[1]
| Lado A |                                 |                                  |         |  |
| N.º    | Título                          | Compositor(es)                   | Duração |  |
| 1.     | "La Leyenda Del Hada Y El Mago" | Roxana Giardino, Walter Giardino | 5:16    |  |
| 2.     | "Mujer Amante"                  | Barilari, Walter Giardino        | 6:20    |  |
| 3.     | "El Beso De La Bruja"           | Walter Giardino                  | 4:12    |  |
| 4.     | "Haz Tu Jugada"                 | Roxana Giardino, Walter Giardino | 6:14    |  |

| Lado B |                                             |                                  |         |  |
| N.º    | Título                                      | Compositor(es)                   | Duração |  |
| 1.     | "El Camino Del Sol"                         | Roxana Giardino, Walter Giardino | 9:22    |  |
| 2.     | "Días Duros"                                | Carlos Perigo, Walter Giardino   | 7:15    |  |
| 3.     | "Porque Es Tan Difícil Amar" (Instrumental) | Roxana Giardino, Walter Giardino | 5:23    |  |

## Créditos
| Rata Blanca - Adrián Barilari - vocais - Walter Giardino - guitarra líder - Sergio Berdichevsky - guitarra rítmica - Hugo Bistolfi - teclado - Guillermo Sánchez - baixo - Gustavo Rowek - bateria | Produção - Mario Sanguinet - produção artística, gravação e mixagem - Roberto Ricci - produção executiva - Jose Luis Botto - direção de pessoal - Eduardo Rodriguez Fontenla - direção geral - Jose Luis Massa - fotografia - Oscar Festa S.A. - arte/design - Pablo Iotti - arte/design |